# 空铁宝山示范线
空铁宝山示范线，又称宝山空铁，是上海市宝山区顾村工业园区内兴建中的一条悬挂式单轨。该线路由羿鹏轨交公司推动建设，不属于上海轨道交通体系，宝山区希望借此推动建设悬挂式单轨线网。原定计划中一期将建设约450米轨道和两座车站。截至2023年8月，一座车站已经建成，而建成的轨道长度短于400米。

## 概述
线路一期计划沿宝山区富联一路敷设，全长约450米，在富联一路富新路、富联一路富长路两个路口附近分别设置2个车站。未来将延伸至富新路友谊西路，全长940米。线路的设计最高时速为50km/h，最小转弯半径30米，一期工程设车站两座，维保基地一座（即羿鹏轨道交通公司厂房），可采用1~4节车厢灵活编组。该系统采用GoA4无人驾驶，且可以实现24小时运营。线路于2022年8月3日开工。宝山区计划这条线路未来能扩展为长约100公里的悬挂式单轨线网。

## 历史
早在2015年，宝山区就主张悬挂式单轨线路建设，当时看中的是2015中国国际轨道交通展览会上的一列悬挂式单轨列车，还带上了嘉定、静安等区，当时并未有进一步的下文。2020年12月14日，羿鹏轨交与上海申凯签订合作协议，决定合作运营宝山空铁。2021年7月23日，中铁山桥集团与羿鹏轨交签约，由前者提供宝山、杭州青山湖两处悬挂式单轨试验线的道岔设计、制造、安装及全线路轨道梁、墩柱的制造安装。2022年8月3日，线路正式开工。
2023年5月，宝山区宣布空铁首期400m轨道和车站已经“基本建成”。2023年9月，线路开始调试。

## 图片

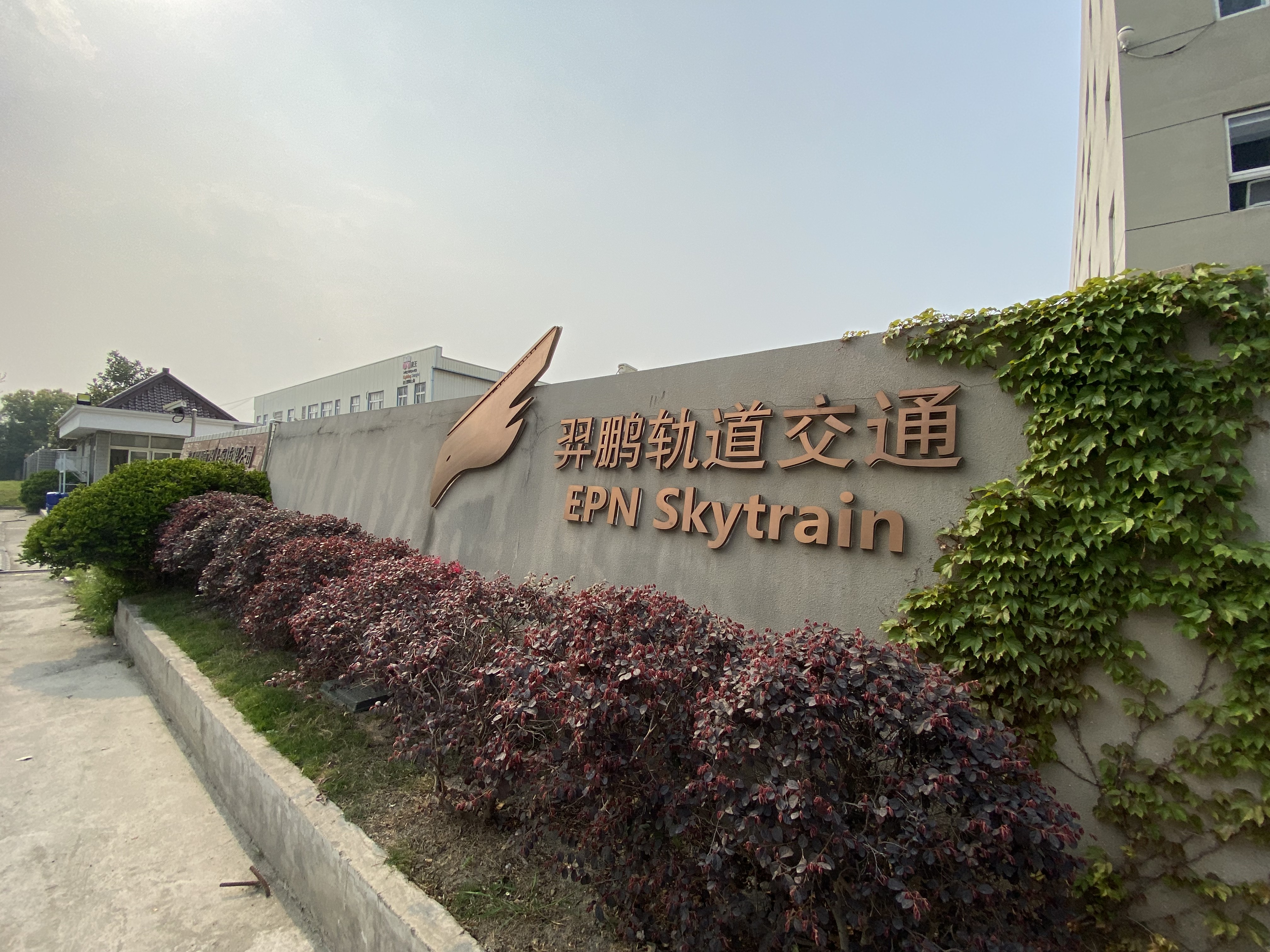
基地标识牌
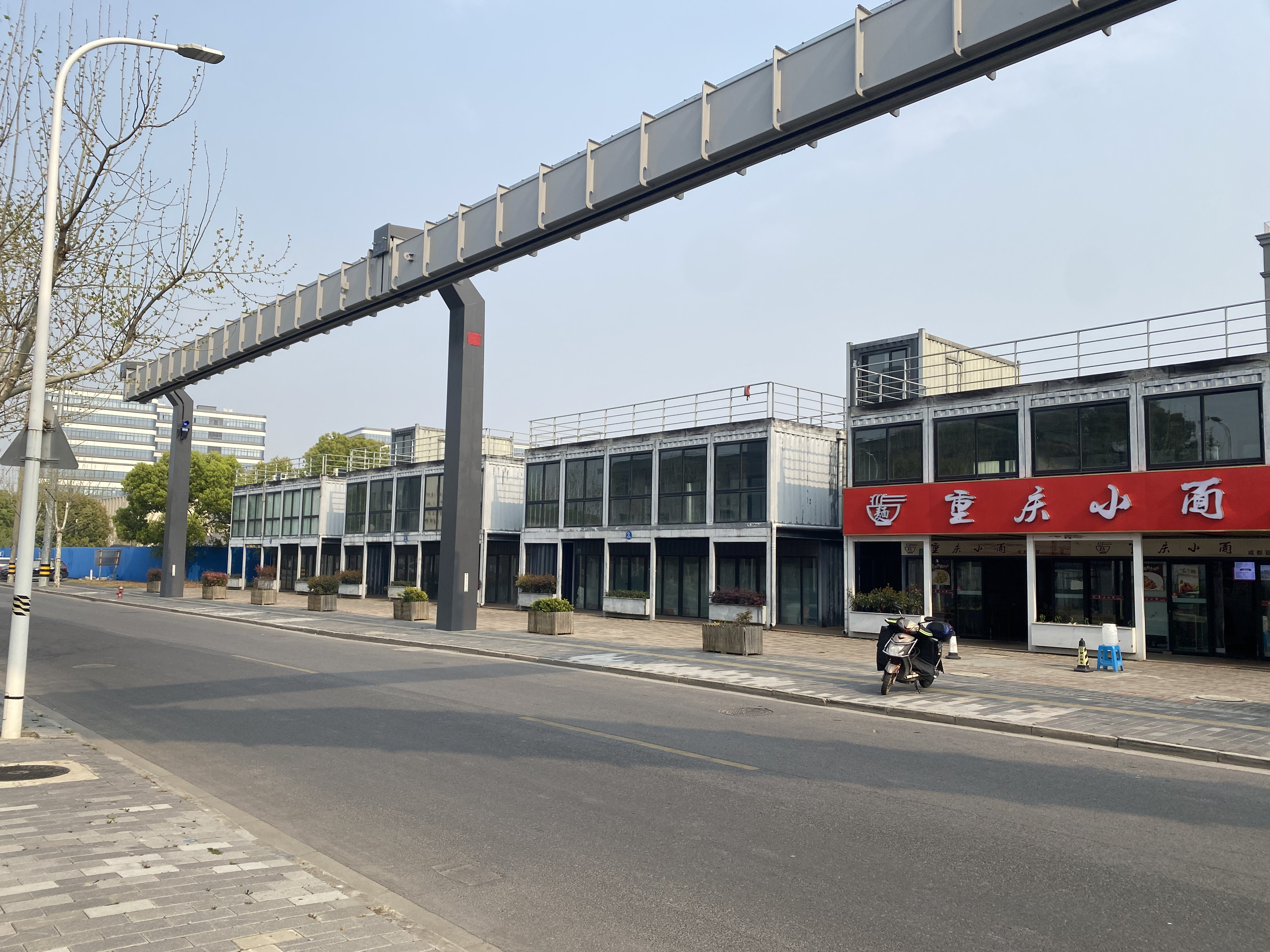
东侧轨道
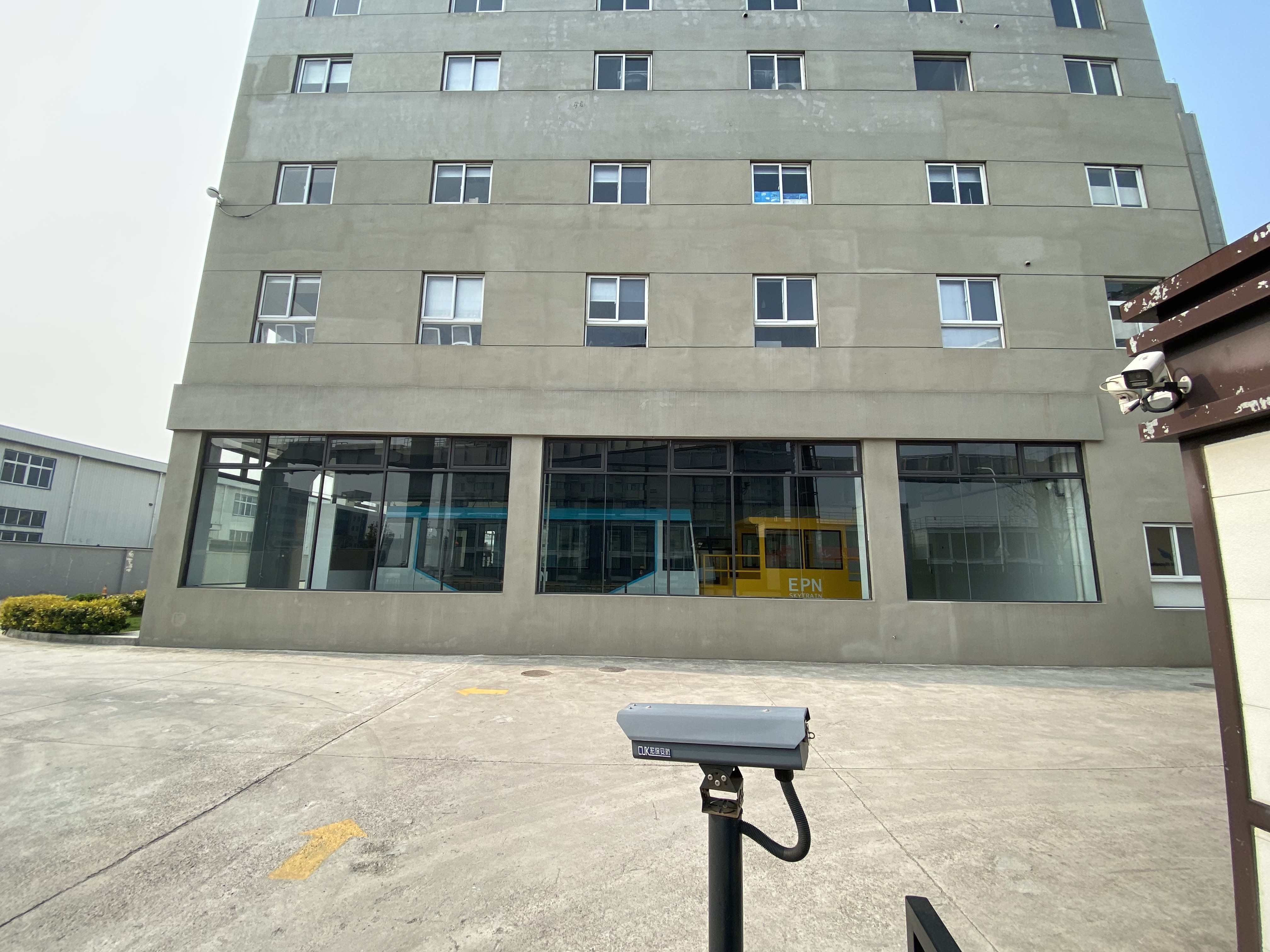
展厅
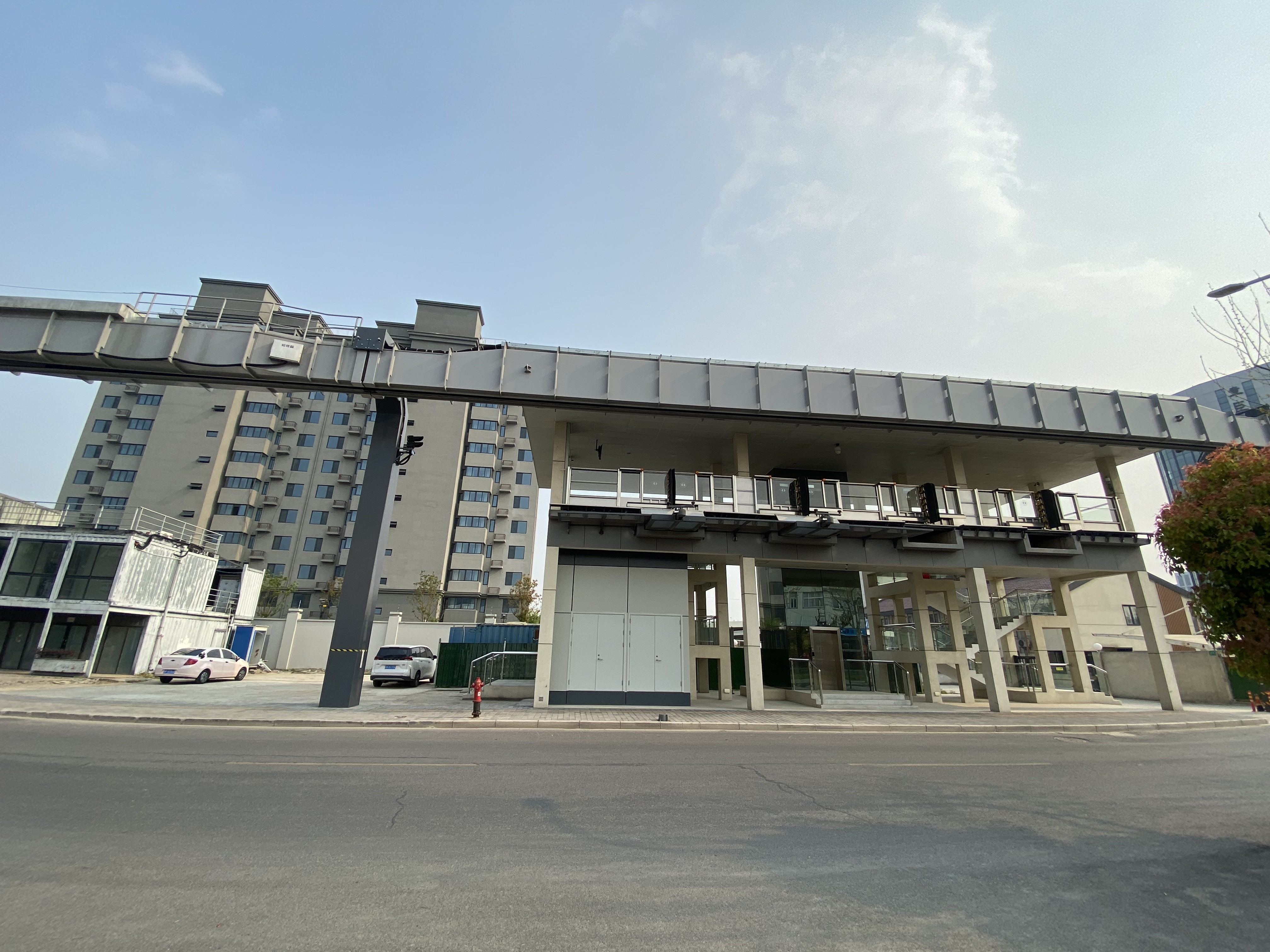
车站